# Chelsea Grin
Chelsea Grin — американская метал-группа из Солт-Лэйк Сити. Группа появилась в 2007 году и до 2008 года именовалась как Ahaziah. В настоящее время подписана на лейбл Rise Records. На счету группы 2 мини-альбома и 5 полноформатных альбомов.
Была образована вокалистом Алексом Кёлером, бас-гитаристом Остином Мартикорена и гитаристом Майклом Стаффордом. Позже Мартикорена позвал в группу ударника Эндрю Карлстона для записи одноимённого мини-альбома. Изначально Chelsea Grin был доступен только через iTunes, но спустя некоторое время альбом стал доступен на компакт-дисках, начиная с 27 июля 2008. Песни Crewcabanger и Lifeless были записаны в качестве синглов, которые можно увидеть на официальном профиле группы на сайте MySpace.

## История

### Контракт с Artery Recordings иDesolation of Eden(2008—2010)
В июле 2008 после подписания контракта с Artery Recordings, выпуска Chelsea Grin и нескольких успешных туров по западному побережью, группу по личным причинам покинул бас-гитарист Остин Мартикорена. К группе временно присоединился Джейк Хармонд, в то время как у них уже был постоянный участник. Незадолго до этого из группы был выгнан ударник Эндрю Карлстон; его место занял Кори Шиллинг. Также в группе был постоянный бас-гитарист Дэвис Паг. В апреле 2009 Эндрю Карлстон решил вернуться в группу. Крис Килборн решил также покинуть группу, по причине создания собственного лейбла Mathless Records.
После записи дебютного альбома Desolation of Eden группа отправилась в свой первый американский тур вместе с Dr. Acula, American Me и Attila. Desolation of Eden был выпущен 16 февраля 2010 и достиг 21 позиции в чарте The Billboard Top Heatseekers и в первую же неделю был продан тиражом 1500 копий. С таким успехом дебюта группу похвалили Alternative Press и другие газеты всемирного масштаба.
В августе 2010, когда группа была в Ричмонде, штате Вирджиния, на Trash and Burn туре, вокалист Алекс Кёлер получил серьёзную травму челюсти в трёх местах. Кёлер покинул место, чтобы получить хирургическую помощь. Несмотря на это, группа по-прежнему участвует в двухнедельном туре вместе с Blind Witness и Attila в течение сентября 2010, когда Кёлер был заменён на Адама Уоррена из группы Oceano.

### My DamnationиEvolve(2011—2012)
Chelsea Grin закончили работу над своим вторым полноформатным альбомом в июне 2011 года, который получил название My Damnation. Он был выпущен в следующем месяце 19 июля 2011 года. 17 апреля Artery Recordings выпустили заглавный трек как сингл с альбома. Песня «All Hail The Fallen Кing» была записана с Филом Бозманом, вокалистом Whitechapel, до премьеры выхода пластинки.
Chelsea Grin отправились в тур в поддержку альбома с группами Emmure и Attila, до того как были внесены в All Stars Tour, в котором также участвовали After the Burial, Born of Osiris и Motionless in White.
Chelsea Grin отыграли концерты на Warped Tour 2012. После тура группа объявила о записи мини-альбома, в который будет включено 5 песен. В декабре этого же года гитарист Майкл Стаффорд покинул группу. Гитарист Born of Osiris Джейсон Ричардсон не занял его место до дальнейшего уведомления. Стаффорд объяснил свой уход тем, что не мог вынести графика гастролей. Менее чем через неделю Ричардсона выгнали из Born of Osiris и он сразу же занял место в Chelsea Grin.
Evolve был выпущен 19 июня 2012. Artery Recordings опубликовали песню «Lilith» с грядущего EP 9 мая 2012. Это первый релиз, где группа использовала чистый вокал Алекса Кёлера.
В конце ноября 2012 года Пабло Виверос присоединился к Chelsea Grin в качестве ударника. Помимо этого, он начал вносить свой вокал в музыку, позволяя Кёлеру сконцентрироваться на скриминге, в то время как сам исполнял партии гроулинга и чистого вокала.
В течение ноября и декабря Chelsea Grin поддерживает Motionless in White в их туре по Северной Америке под названием «Infamous Tour». Тур оказался очень успешным. Затем в январе группа совершила короткий тур по Северной Америке. Chelsea Grin выступили на Soundwave Festival в январе 2013 года, а также с ними выступили Of Mice & Men и While She Sleeps.

### Ashes to AshesиSelf Inflicted(2013—2017)
В марте 2013 группа отправилась в тур вместе с Attila, Betraying the Martyrs, Within the Ruins и Buried In Verona во время своего крупнейшего тура «The Sick Tour 2». Группа поддержала Emmure по всей Европе в течение апреля и мая 2013. Это было 3-е путешествие группы по Европе. Chelsea Grin выступает на нескольких европейских фестивалях в течение лета, в том числе на фестивале под открытым небом с Parkway Drive. Они также играли на All Stars Tour 2013 с Every Time I Die. В июне 2013 года Chelsea Grin выпустили кавер на песню «Right Now», которую исполняют Korn.
Группа вошла в студию в конце ноября 2013, после 2 лет с момента записи последнего альбома. Новый альбом получил название Ashes to Ashes и был выпущен 8 июля 2014 года под лейблом Artery Recordings/Razor & Tie. Сингл под названием Letters был выпущен 17 декабря 2013. Альбом продюсировали Chelsea Grin и Диего Фариас, гитарист группы Volumes. Группа также сообщила: «В альбоме содержится такой же материал, как в Desolation of Eden, My Damnation и Evolve». Вокалист Алекс Кёлер утверждает, что лирика на Ashes to Ashes более позитивная, чем на других альбомах. Алекс описывает альбом как «безжалостно тяжёлый, с оттенком мелодии». 12 мая 2014 выходит лирик-видео на песню «Angels Shall Sin, Demons Shall Pray». Следующий сингл под названием «Playing With Fire» вышел 3 июня 2014.
21 сентября 2015 года гитарист Джейсон Ричардсон покинул группу, из-за разногласий в музыкальном стиле, а также чтобы сконцентрироваться на сольной карьере. Его заменил Стивен Рутисхаузер, работавший с группой с 2014 года. 10 декабря 2015 года вышел сингл «Skin Deep». Вскоре после выпуска сингла группа сообщила о туре, на котором будут исполняться композиции в основном из дебютного альбома Desolation of Eden. После завершения тура 4 мая 2016 года был выпущен сингл «Clickbait», а также представлены обложка и список композиций нового альбома. 16 июня 2016 года вышел сингл «Broken Bonds», а также клип на него. Четвёртый альбом, получивший название Self Inflicted, вышел 1 июля 2016 года на лейбле Rise Records.

### Уход Алекса Кёлера иEternal Nightmare(2018—2022)
1 марта 2018 года Джейк Хармонд сообщил, что больше не является участником группы. Причиной ухода стало желание больше времени проводить с семьёй.
В настоящее время Chelsea Grin закончили запись нового альбома, релиз которого запланирован на вторую половину 2018 года.
27 апреля 2018 года группа выпустила клип на первый сингл «Dead Rose». Стало известно, что Алекс Кёлер покинул группу и новый материал был записан с вокалистом Lorna Shore Томом Барбером. В этот же день Алекс Кёлер выложил клип своего сольного проекта Grudges под названием «Misery». Также был официально анонсирован уход Хармонда, который фактически покинул группу ещё в конце 2017 года.
Релиз пятого альбома Eternal Nightmare состоялся 13 июля.
24 июля 2020 года в сеть был выпущен сингл Bleeding Sun и клип на него. Многие фанаты считали это анонсом нового альбома, как это было с более ранними их синглами, но никаких новостей по этому поводу так и не появилось.
13 ноября 2020 года вышел второй внеальбомный сингл Blind Kings и клип, место действия которого разворачивается на диком западе, а музыканты разгуливают в нарядах тех времен. Сингл понравился аудитории, на что указывает большое количество видео-реакций и кавер-видео.
Нынешнее звучание группы, как было замечено многими фанатами, сильно вдохновлено Lorna Shore, из которой ранее ушёл Том Барбер.
В 2021 году Алекс Кёлер закончил свою карьеру.

### Suffer in Hell и Suffer in Heaven (2022 – настоящее время)
В августе 2022 года группа сообщила, что барабанщик Пабло Виверос (который был в отпуске с 2021 года) взял на себя обязательства с другим артистом во время простоя во время пандемии COVID-19 выступить и отправиться в турне. Они сообщили, что он все ещё является членом группы, но продолжит брать перерыв в работе, чтобы выполнить свои обязательства. Примерно в то же время группа объявила, что выпустит двойной альбом, который будет разделен на два отдельных релиза. Первый альбом, Suffer in Hell, выйдет 11 ноября, в то время как второй альбом, Suffer in Heaven, выйдет 17 марта 2023 года.

## Стиль и влияние
Звучание Chelsea Grin сочетает в себе элементы дэткора. Тем не менее, альбом My Damnation включает в себя элементы дум-метала с дэткором, тремоло и темы ада и проклятий. Кроме того, Evolve включает в себя сильные элементы прогрессивного метала и мелодии с его техничной и мелодичной инструментальной частью. Также в некоторых песнях звучит симфонический метал. Группа считает, что коллективы The Black Dahlia Murder, Deftones, Suicide Silence, Whitechapel, Behemoth, Megadeth, Slayer, The Agony Scene, Bleeding Through, Atreyu, Bury Your Dead оказали влияние на их творчество.. Каждый новый альбом представляет новое звучание. Альбом Ashes to Ashes (2014) имел ярко выраженное звучание прогрессивного металла с акцентом на электронный бэкграунд. После ухода Джейсона Ричардсона звучание заметно изменилось в альбоме Self-Inflicted (2016), сделав заметный уклон в стандартный дэткор. С приходом в группу Тома Барбера звучание группы сменилось на грув-метал, при этом имея сильную опору на дэткор.

## Участники
| Нынешний состав - Дэвид Флинн — бас-гитара (2009-настоящее время) - Стивен Рутисхаузер — соло-гитара (2015-настоящее время), ритм-гитара (2018-настоящее время) - Том Барбер — вокал (2018-настоящее время) - Джош Миллер — ударные (2024-настоящее время) | Бывшие участники - Остин Мартикорена — бас-гитара (2007—2008) - Крис Килборн — ритм-гитара (2007—2009) - Дэвис Паг — бас-гитара (2008—2009), ритм-гитара (2009) - Кори Шиллинг — ударные (2009) - Майкл Стаффорд — соло-гитара, бэк-вокал (2007—2011) - Эндрю Карлстон — ударные (2007—2009, 2009—2012) - Джейсон Ричардсон — соло-гитара, программирование (2011—2015) - Дэн Джонс — соло- и ритм-гитара (2009—2017) - Джейк Хармонд — ритм-гитара (2009—2017); бас-гитара (2008) - Алекс Кёлер — вокал (2007—2018) - Пабло Виверос — ударные, вокал (2012-2024) |

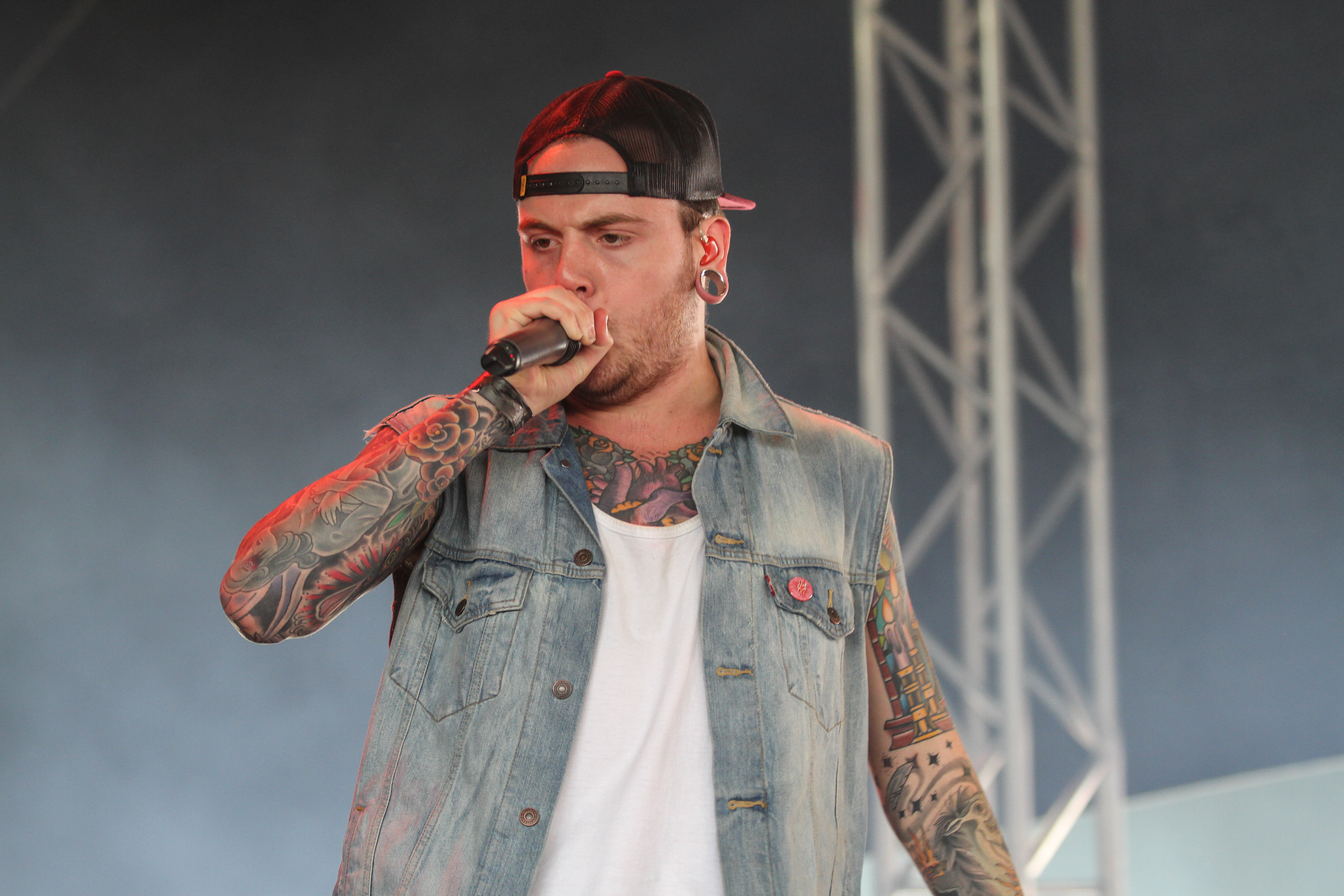
Алекс Кёлер
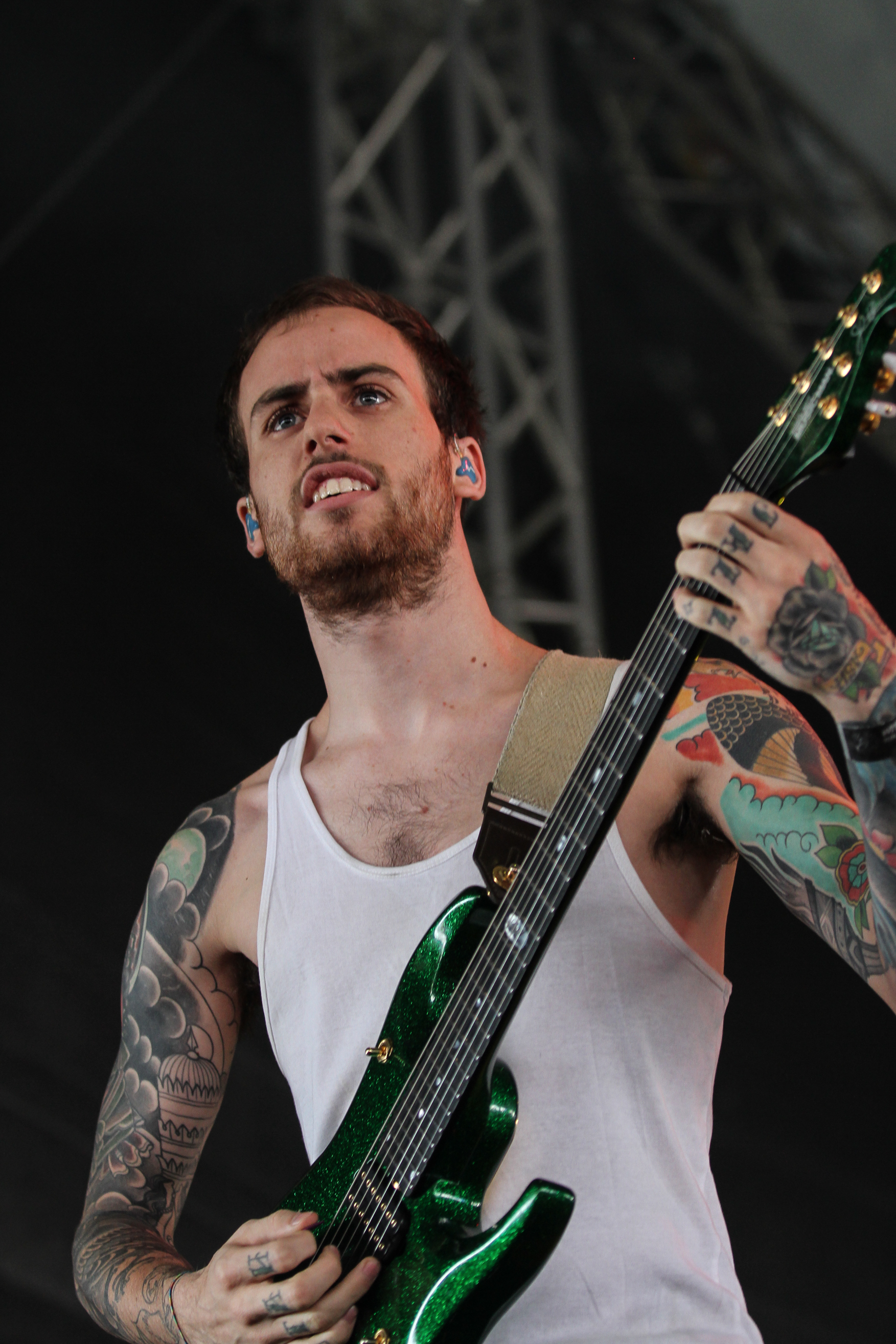
Джейк Хармонд
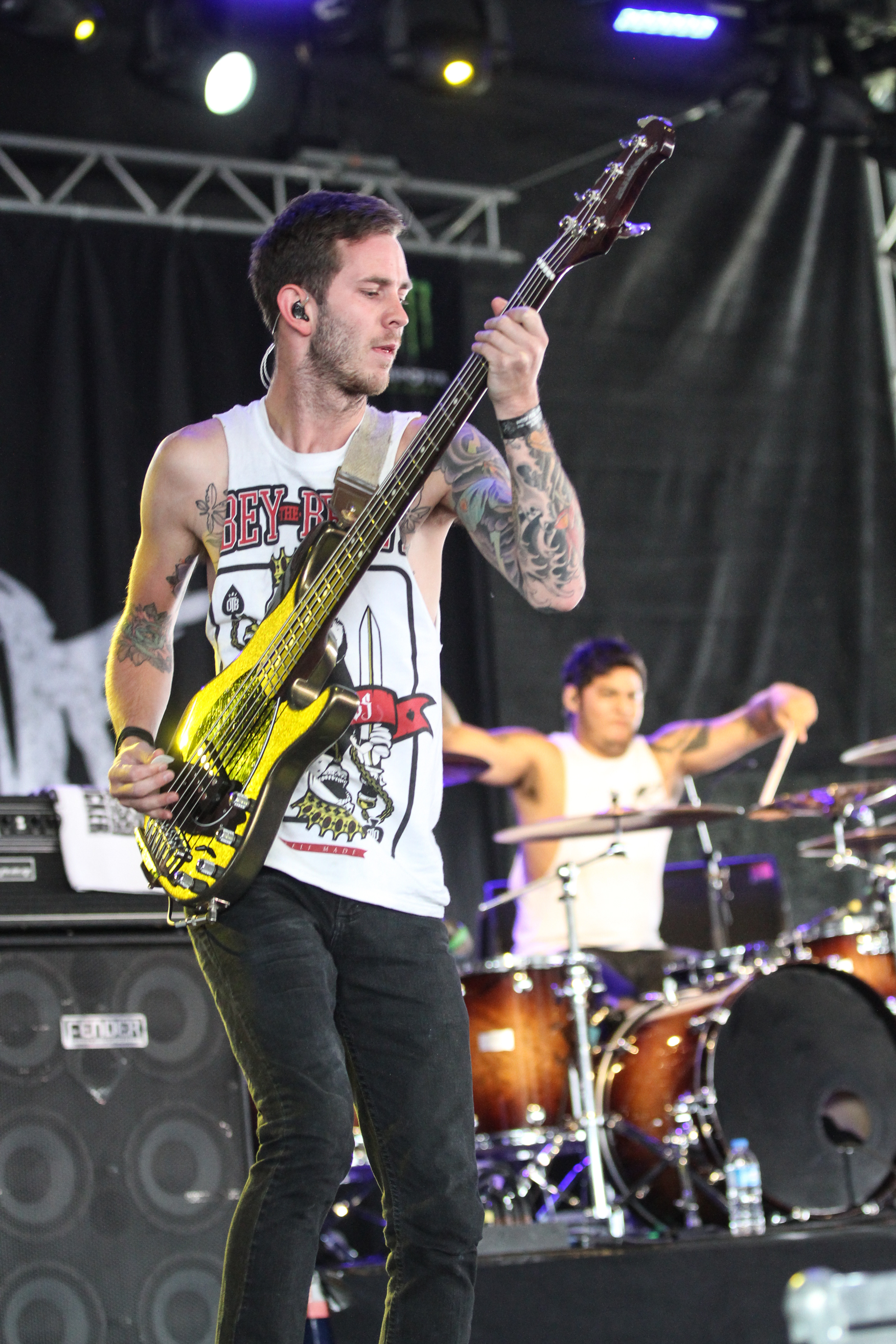
Дэвид Флинн
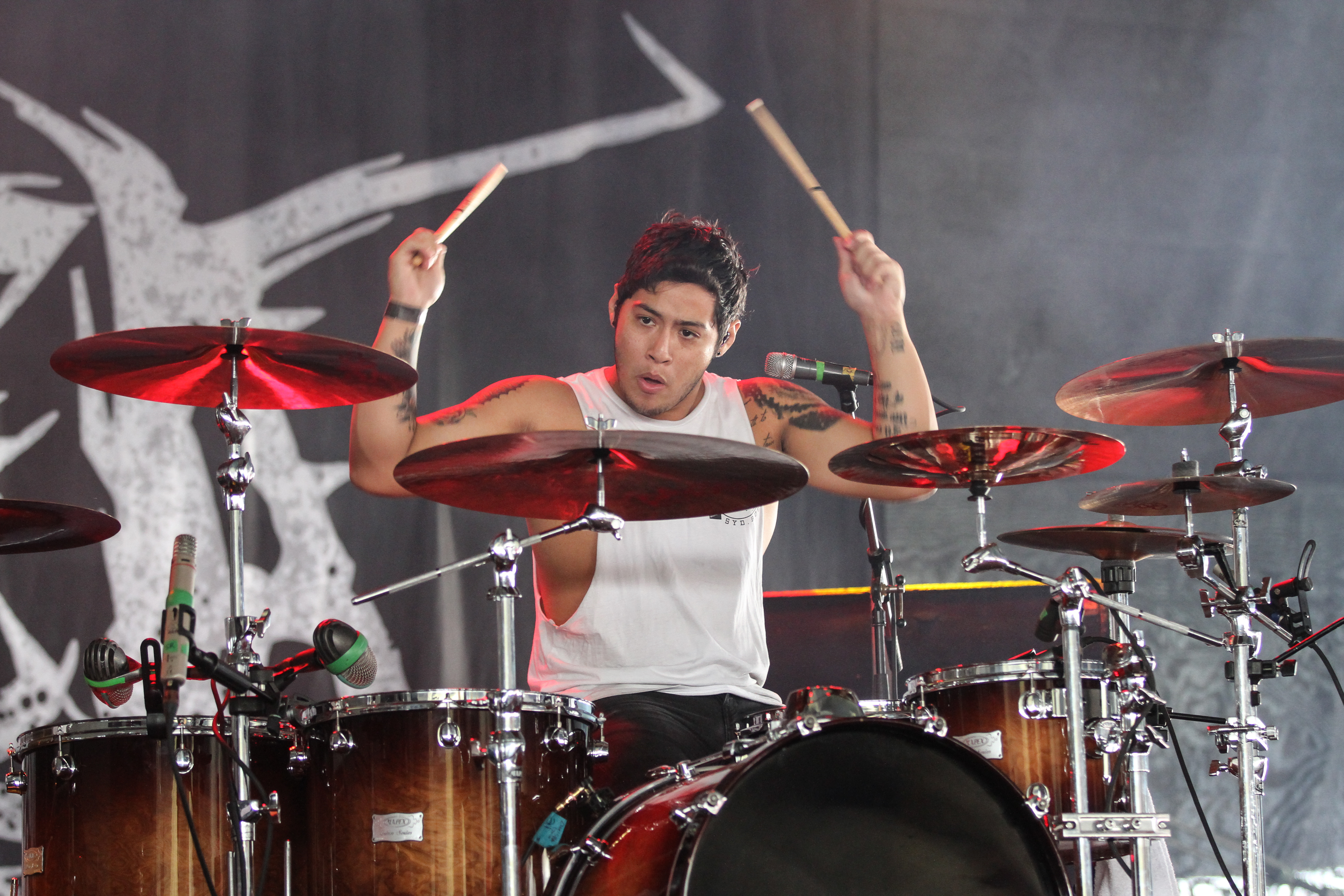
Пабло Виверос
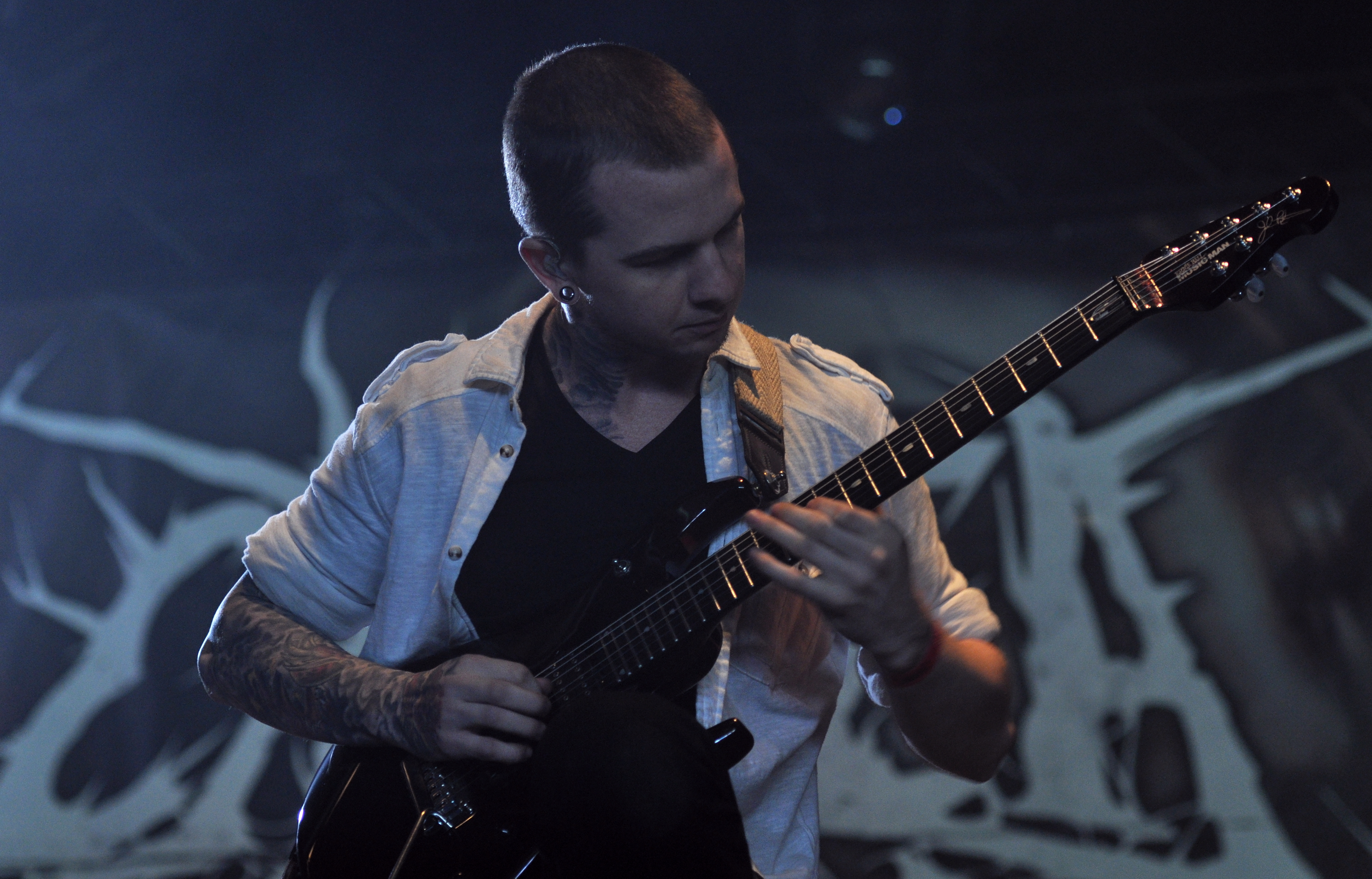
Джейсон Ричардсон

## Дискография

### Альбомы
| Desolation of Eden | - Релиз: 16 февраля 2010 - Лейбл: Artery - Форматы: CD, цифровая дистрибуция                             | —   | 21 | — | —  | —  |
| My Damnation       | - Релиз: 19 июля 2011 - Лейбл: Artery - Форматы: CD, цифровая дистрибуция                                | 64  | —  | 9 | 16 | 6  |
| Ashes to Ashes     | - Релиз: 8 июля 2014 - Лейбл: Artery - Форматы: CD, цифровая дистрибуция                                 | 27  | —  | 3 | 8  | 4  |
| Self Inflicted     | - Выпущен: 1 июля 2016 - Лейбл: Rise Records - Форматы: CD, цифровая дистрибуция, винил, компакт-кассета | 105 | —  | 6 | 11 | 2  |
| Eternal Nightmare  | - Выпущен: 13 июля 2018 - Лейбл: Rise Records - Форматы: CD, цифровая дистрибуция, винил                 | 171 | —  | 6 | 39 | 13 |
| Suffer in Hell     | - Выпущен: 11 ноября, 2022 - Лейбл: ONErpm - Ворматы: CD, цифровая дистрибуция, винил                    | —   | —  | — | —  | —  |
| Suffer in Heaven   | - Выпущен: 17 марта, 2023 - Лейбл: ONErpm - Форматы: CD, цифровая дистрибуция, винил                     | —   | —  | — | —  | —  |

### Мини-альбомы
| Chelsea Grin | - Релиз: 27 июля 2008 - Лейбл: Statik Factory - Форматы: CD, цифровая дистрибуция | —  | —  | —  | — |
| Evolve       | - Релиз: 19 июня 2012 - Лейбл: Artery - Форматы: CD, цифровая дистрибуция         | 62 | 13 | 27 | 4 |

### Клипы
| Год  | Название                     | Режиссёр                     | Альбом             |
| ---- | ---------------------------- | ---------------------------- | ------------------ |
| 2010 | «Sonnet of the Wretched»     | Stefan Anderson              | Desolation of Eden |
| 2011 | «Recreant»                   | Stefan Anderson              | Desolation of Eden |
| 2011 | «My Damnation»               | Ramon Boutviseth             | My Damnation       |
| 2012 | «The Foolish One»            | James Sharrock               | My Damnation       |
| 2012 | «Don’t Ask, Don’t Tell»      | Stefan Anderson              | Evolve             |
| 2014 | «Clockwork»                  | Ryan Sheehy                  | Ashes to Ashes     |
| 2014 | «Playing with Fire»          | Ryan Sheehy                  | Ashes to Ashes     |
| 2016 | «Broken Bonds»               | Max Moore                    | Self Inflicted     |
| 2018 | «Dead Rose» «Hostage»        | Brandon Barone & Sam Shapiro | Eternal Nightmare  |
| 2020 | «Blind Kings» «Bleeding Sun» | Тим Бёртон                   | Single             |
| 2022 | "Origin of Sin"              | Eric DiCarlo                 | Suffer in Hell     |
| 2022 | "The Isnis"                  | Eric DiCarlo                 | Suffer in Hell     |
| 2023 | ''Fathomless Maw''           |                              | Suffer in Heaven   |